# Nitztal
Nitztal ist mit etwa 170 Einwohnern der kleinste Stadtteil bzw. Ortsbezirk von Mayen im nördlichen Rheinland-Pfalz und war bis 1970 eine eigenständige Gemeinde. 

## Lage
Nitztal liegt nordwestlich im Tal der Nitz. Die Nitz ist ein Nebenfluss der Nette. In unmittelbarer Nähe des Orts befinden sich der Denskopf (573 m ü. NHN), der Remmkipp (521 m ü. NHN) und der Schälkopf (472 m ü. NHN).

## Geschichte
Der Ort Nitztal wird 1110 erstmals urkundlich erwähnt. Erzvorkommen im Gebiet der Nitz waren schon den Kelten bekannt und wurden von diesen genutzt. Am 1. Januar 1967 wurde die Gemeinde aus den Ortsteilen Sankt Johann-Nitz der Gemeinde Sankt Johann und Kürrenberg-Nitz der damaligen Gemeinde Kürrenberg neu gebildet. Sie existierte nur knapp vier Jahre lang und wurde am 7. November 1970 nach Mayen eingemeindet.
Am Ortseingang steht eine alte Mühle, sie erinnert an vergangene Zeiten, als an Elz, Nette und Nitz unzählige Mühlen in Betrieb waren.

## Politik
Der Ortsbezirk Nitztal wird durch einen Ortsvorsteher und einen Ortsbeirat vertreten, der sieben Mitglieder umfasst, die zuletzt bei der Kommunalwahl am 9. Juni 2024 in einer personalisierten Verhältniswahl gewählt wurden.
Die Sitzverteilung im gewählten Ortsbeirat:
| Wahl | SPD | CDU | FWM | Gesamt  |
| ---- | --- | --- | --- | ------- |
| 2024 | 5   | 2   | –   | 7 Sitze |
| 2019 | 5   | 2   | –   | 7 Sitze |
| 2014 | 5   | 2   | –   | 7 Sitze |
| 2009 | 4   | 3   | –   | 7 Sitze |
| 2004 | 5   | 1   | 1   | 7 Sitze |

- FWM = Freie Wähler Mayen e. V.

Ortsvorsteher ist Stefan Wagner (SPD). Bei der Direktwahl am 26. Mai 2019 wurde er mit einem Stimmenanteil von 92,08 % und am 9. Juni 2024 als einziger Bewerber mit 90,4 % jeweils für weitere fünf Jahre in seinem Amt bestätigt.

## Sehenswürdigkeiten und Veranstaltungen
- Nur drei Kilometer Nitz-abwärts an der Mündung der Nitz in die Nette liegt Schloss Bürresheim.
- Eine kleine Kirche im Zentrum des Ortes ist sonntags Anziehungspunkt.
- Dort findet jeden Sommer das Zeltlager aus Saffig statt.